# Mariä Geburt (Pettstadt)

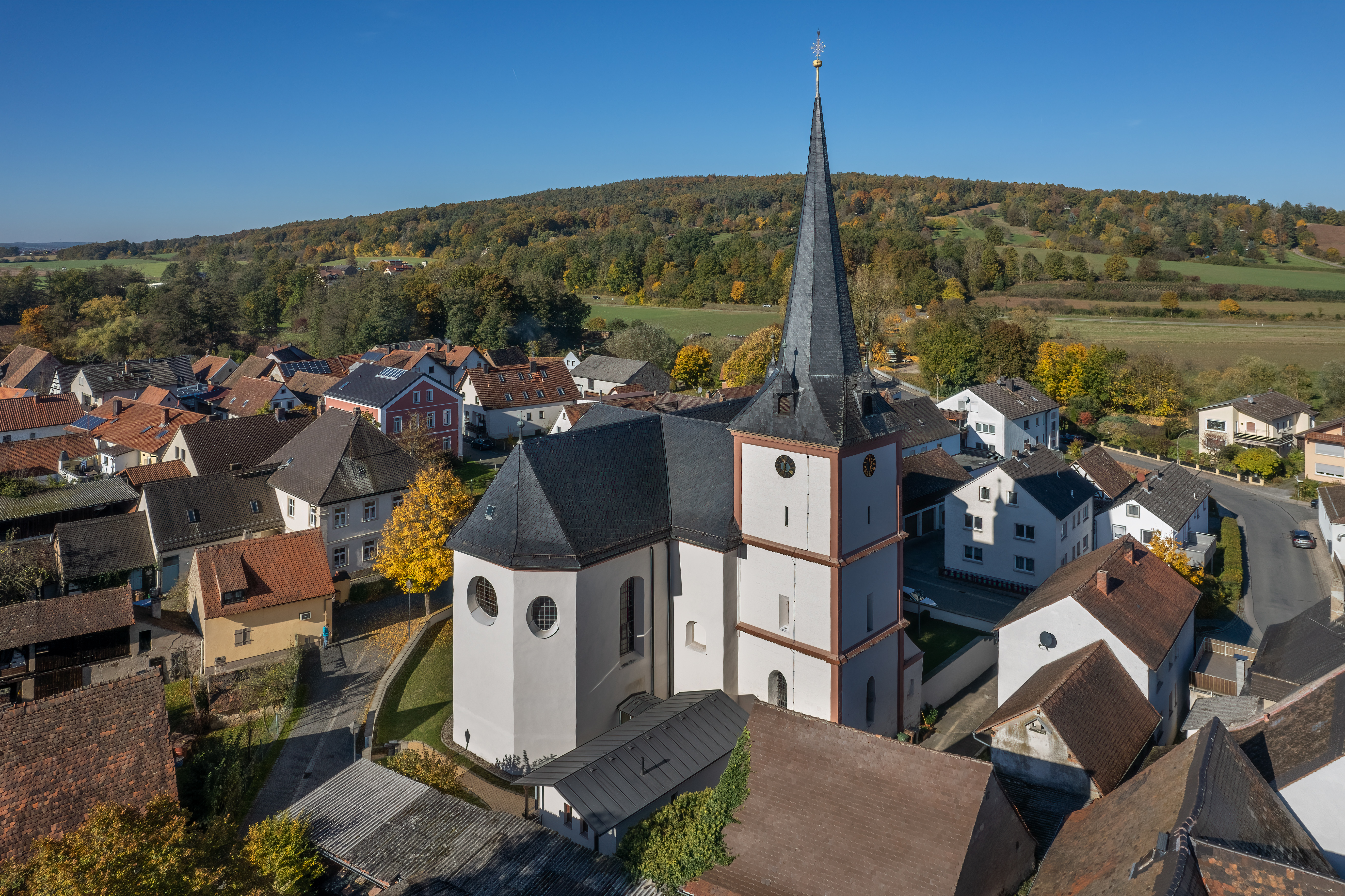
Mariä Geburt (Pettstadt)

Die römisch-katholische Pfarrkirche Mariä Geburt in Pettstadt, einer Gemeinde im oberfränkischen Landkreis Bamberg in Bayern, ist denkmalgeschützt. Die spätbarocke Kirche entstand Mitte des 18. Jahrhunderts. Die Pfarrei gehört zum Seelsorgebereich Steigerwald im Dekanat Bamberg des Erzbistums Bamberg.

## Beschreibung
Im Jahr 1399 wurde die Pfarrei Pettstadt errichtet. Eine kleine Marienkapelle aus der Zeit wurde Anfang des 15. Jahrhunderts erweitert. Der spätgotische Chorturm und Teile des Langhauses entstanden dabei. Die Kreuzkirche mit dem dreiseitig geschlossenen Chor im Süden wurde 1754 nach Plänen von Johann Jakob Michael Küchel erbaut. Das Langhaus des Vorgängerbaus aus dem 14. Jahrhundert wurde als Querschiff integriert. Der Chorturm im Osten des ehemaligen Langhauses wurde ebenfalls beibehalten. Das oberste Geschoss des dreigeschossigen Kirchturms beherbergt die Turmuhr. Der Glockenstuhl befindet sich im achtseitigen Knickhelm. Die Fassade im Norden ist mit Pilastern gegliedert und mit einem Schweifgiebel bedeckt. Das Langhaus ist mit einem Kreuzgewölbe überspannt, die Vierung mit einer flachen Kuppel, die im späten 19. Jahrhundert bemalt wurde. 

## Ausstattung
Die Schnitzereien am Hochaltar stammen von Johann Bernhard Kamm. Die 1758 von Johann Michael Schott gebaute Orgel mit 14 Registern, zwei Manualen und einem Pedal wurde 1926 von G. F. Steinmeyer & Co. ersetzt.